# Граф, Ферри
Фе́рри Граф (нем. Ferry Graf; 14 декабря 1931, Терниц, Нойнкирхен — 26 июля 2017, Йювяскюля, Западная и Центральная Финляндия) — австрийский и финский певец. Представитель Австрии на конкурсе песни «Евровидение-1959».

## Биография
Родился 14 декабря 1931 года в Тернице.
Ферри начал музыкальную карьеру в 1959 году с участия на национальном отборочном туре на предстоящий песенный конкурс Евровидение. Австрийская телерадиокомпания выбрала участника, который представил свою страну с песней «Der K und K Kalypso aus Wien». Композиция была низко оценена: набрав 4 балла, конкурсант финишировал девятым (из одиннадцати). На песню был выпущен отдельный сингл, пользовавшийся переменным успехом у публики.
После Евровидения Граф несколько раз выступил на австрийском и немецком телевидении (в том числе в эфире популярной в то время телепередачи «ZDF-Hitparade»), однако не имел большого успеха.
В 1970-х годах певец переезжает в Финляндию, где он создал собственную поп-группу, исполняющую кавер-версии песен Элвиса Пресли на немецком языке.
Скончался 26 июля 2017 года в Йювяскюля в возрасте 85 лет.